# Santa Coloma d'Andorra
Santa Coloma d'Andorra (katalanskt uttal: [ˈsantə kuˈlomə ðənˈdorə], i korthet: Santa Coloma, spanska: Santa Coloma de Andorra) är en ort i kommunen (parròquia) Andorra la Vella i Andorra. Orten ligger nära floden La Valira, cirka 2 kilometer sydväst om Andorra la Vella. I väster ligger bergsbyarna Aixàs, Bixessarri och Canolich i Andorra och Os de Civís i Spanien. Orten hade 3 214 invånare (2021).

## Intressanta byggnader

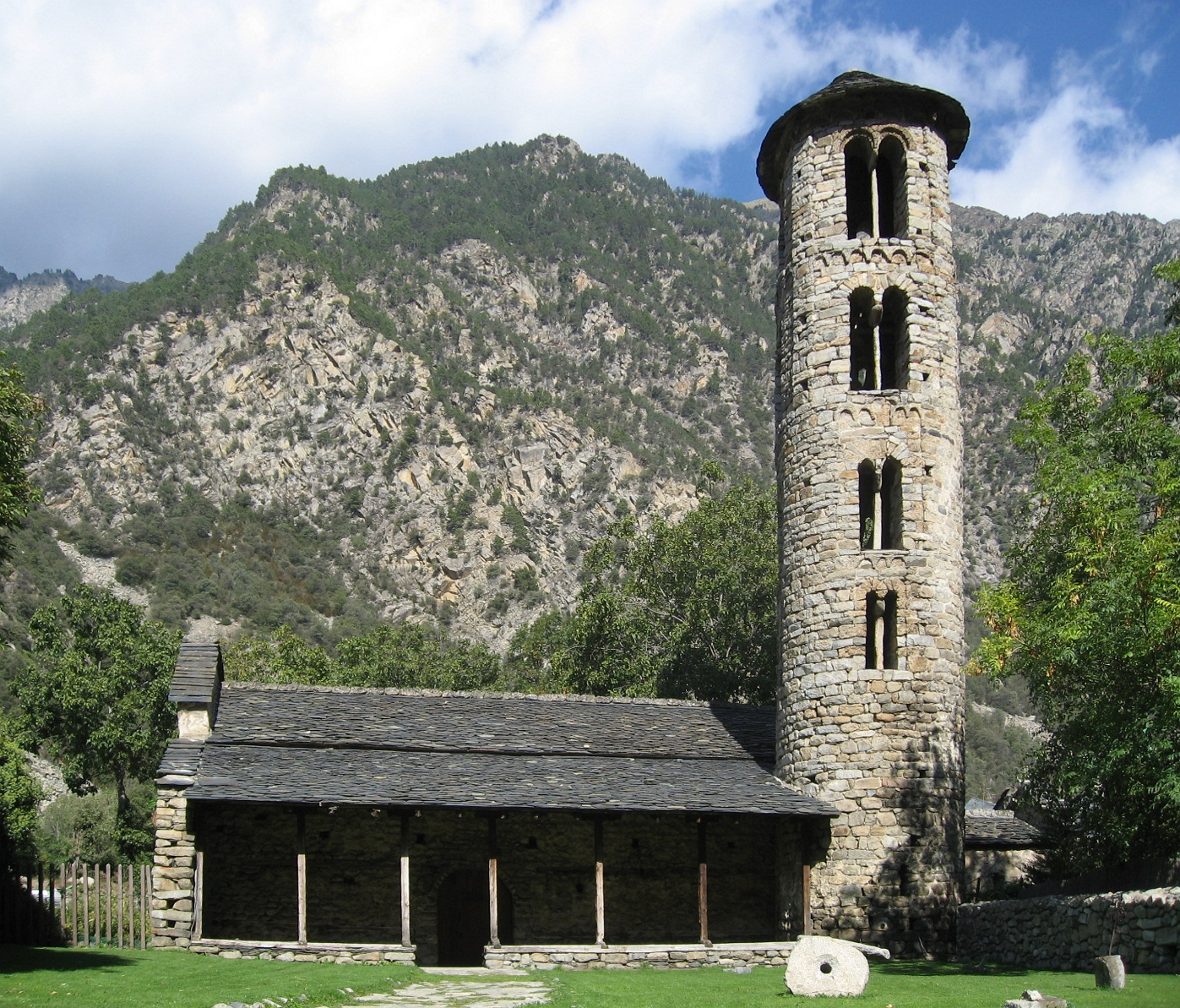
Exteriören av Santa Colomas kyrka.

Santa Coloma sattes den 22 februari 1999 upp på Andorras lista över förslag till världsarv, den så kallade "tentativa listan". En av byggnaderna som ingår i förslaget är Santa Colomas kyrka (se bilden till vänster).